# Путь (телесериал)
«Путь» (англ. The Path) — американский драматический телесериал, созданный Джессикой Голдберг с Аароном Полом, Хью Дэнси и Мишель Монаган в главных ролях. Первый сезон из десяти эпизодов был заказан сервисом Hulu в марте 2015 года. Первоначально сериал назывался The Way, но название было заменено на The Path в сентябре 2015 года по юридическим причинам. Премьера сериала состоялась 30 марта 2016 года.4 мая 2016 года Hulu продлил сериал на второй сезон. 12 апреля 2017 года сериал был продлён на третий сезон. 23 апреля 2018 года стало известно о закрытии сериала после третьего сезона.

## В ролях

### Основной состав
- Аарон Пол — Эдди Лэйн, бывший наркоман с таинственным прошлым, муж Сары и отец Хоука. После случая в Перу поставил под вопрос свое учение. Состоит в движении.[10]
- Хью Дэнси — Кэл Робертс, неофициальный лидер движения Майеризм
- Мишель Монаган — Сара Лэйн, родилась в семье майеристов. Предана движению и имеет в нем авторитет. Подозревает мужа в измене.
- Эмма Гринвелл — Мэри Кокс, бывшая наркоманка, спасенная Кэлом и движением, после того, как торнадо уничтожил ее дом. После этого полностью решает посвятить себя движению. Влюблена в Кэла.
- Рокмонд Данбар — детектив Эйб Гейнс, единственный следователь, который с подозрением относится к таинственной религиозной секте, которая оказывает поддержку пострадавшим от стихийного бедствия. В будущем сталкивается с собственными проблемами, и задумывается о своей собственной вере.
- Кайл Аллен — Хоук Лэйн, сын Эдди и Сары. Хочет поскорее окончить среднюю школу и присоединиться к движению. Его преданность пошатывается, после того как с ним начинает дружить Эшли.
- Эми Форсайт — Эшли Филдс, является популярной одноклассницей Хоука. После того, как в ее семье начинается кризис, она обращается за помощью к Хоуку и его семье.
- Сара Джонс — Элисон Кемп, бывший член движения, которая обвиняет их в смерти мужа. Вскоре просит помощи у Эдди для поиска ответов.
- Пол Джеймс — Шон Иган (1 сезон — повторяющийся, 2 сезон — постоянный персонаж), новичок в движении. Присоединился к движению после того, как его сестра была застрелена в школе.

### Второстепенный состав
- Минка Келли — Миранда Франк, подозревается в романе с Эдди в Перу.
- Кир Дулли — доктор Стивен Майер, основатель движения Майеризм.
- Питер Фридман и Дирдри О’Коннелл — Хэнк и Гэб Армстронг, родители Сары и члены движения.
- Брайан Митчелл и Адриан Ленокс — Билл и Филиция, учредители движения.
- Стефани Хсю — Джой Армстронг, дочь Николь и двоюродная сестра Хоука.
- Али Ан — Николь Армстронг, член движения.
- Кэтлин Тёрнер — Бренда Робертс, мать Кэла.
- Макс Эрих — Фредди Ридж, наркоман.
- Стефани Сюй — Джой Армстронг

## Эпизоды

### Сезон 1 (2016)
| № общий | № в сезоне | Название                                        | Режиссёр         | Автор сценария    | Дата премьеры  |
| ------- | ---------- | ----------------------------------------------- | ---------------- | ----------------- | -------------- |
| 1       | 1          | «Тени в огне» «What the Fire Throws»            | Майк Кэхилл      | Джессика Голдберг | 30 марта 2016  |
| 2       | 2          | «Эпоха Пути» «The Era of The Ladder»            | Майк Кэхилл      | Джессика Голдберг | 30 марта 2016  |
| 3       | 3          | «Возвращение» «A Homecoming»                    | Майкл Уивер      | Энни Уайзман      | 6 апреля 2016  |
| 4       | 4          | «Будущее» «The Future»                          | Майкл Уивер      | Джулия Браунвелл  | 13 апреля 2016 |
| 5       | 5          | «Яма» «The Hole»                                | Патрик Р. Норрис | Коулмэн Херберт   | 20 апреля 2016 |
| 6       | 6          | «Взлом и проникновение» «Breaking and Entering» | Патрик Р. Норрис | Джессика Голдберг | 27 апреля 2016 |
| 7       | 7          | «Беженцы» «Refugees»                            | Роксанн Доусон   | Джейсон Катимс    | 4 мая 2016     |
| 8       | 8          | «Берег» «The Shore»                             | Роксанн Доусон   | Энни Уайзман      | 11 мая 2016    |
| 9       | 9          | «Комната с видом» «A Room of One’s Own»         | Майкл Уивер      | Джулия Браунвелл  | 18 мая 2016    |
| 10      | 10         | «Чудо» «The Miracle»                            | Майкл Уивер      | Джессика Голдберг | 25 мая 2016    |

### Сезон 2 (2017)
| № общий | № в сезоне | Название                              | Режиссёр          | Автор сценария    | Дата премьеры   |
| ------- | ---------- | ------------------------------------- | ----------------- | ----------------- | --------------- |
| 11      | 1          | «Сумерки сознания» «Liminal Twilight» | Майкл Уивер       | Джессика Голдберг | 25 января 2017  |
| 12      | 2          | «Новолуние» «Dead Moon»               | Майкл Уивер       | Энни Уайзман      | 25 января 2017  |
| 13      | 3          | «Отец и сын» «The Father and the Son» | Майкл Словис      | Джулия Браунвелл  | 1 февраля 2017  |
| 14      | 4          | «Красная стена» «The Red Wall»        | Майкл Словис      | Джон О’Коннор     | 8 февраля 2017  |
| 15      | 5          | «Цель наших бесед» «Why We Source»    | Норберто Барба    | Джессика Голдберг | 14 февраля 2017 |
| 16      | 6          | «Безопасности ради» «For Our Safety»  | Норберто Барба    | Джастин Дабл      | 22 февраля 2017 |
| 17      | 7          | «Провидение» «Providence»             | Майкл Уивер       | Ванесса Ройас     | 1 марта 2017    |
| 18      | 8          | «Возвращение» «Return»                | Майкл Уивер       | Энни Уайзман      | 8 марта 2017    |
| 19      | 9          | «Изумрудный город» «Oz»               | Патрик Норрис     | Коулмэн Херберт   | 15 марта 2017   |
| 20      | 10         | «Восполнение» «Restitution»           | Патрик Норрис     | Джессика Голдберг | 22 марта 2017   |
| 21      | 11         | «Непокорность» «Defiance»             | Фил Абрахам       | Коулмэн Херберт   | 29 марта 2017   |
| 22      | 12         | «Спиритус Мунди» «Spiritus Mundi»     | Сиан Хедер        | Коулмэн Херберт   | 5 апреля 2017   |
| 23      | 13         | «Милосердие» «Mercy»                  | Джессика Голдберг | Джессика Голдберг | 12 апреля 2017  |